# Kapelle (Hof Birkenfeld)

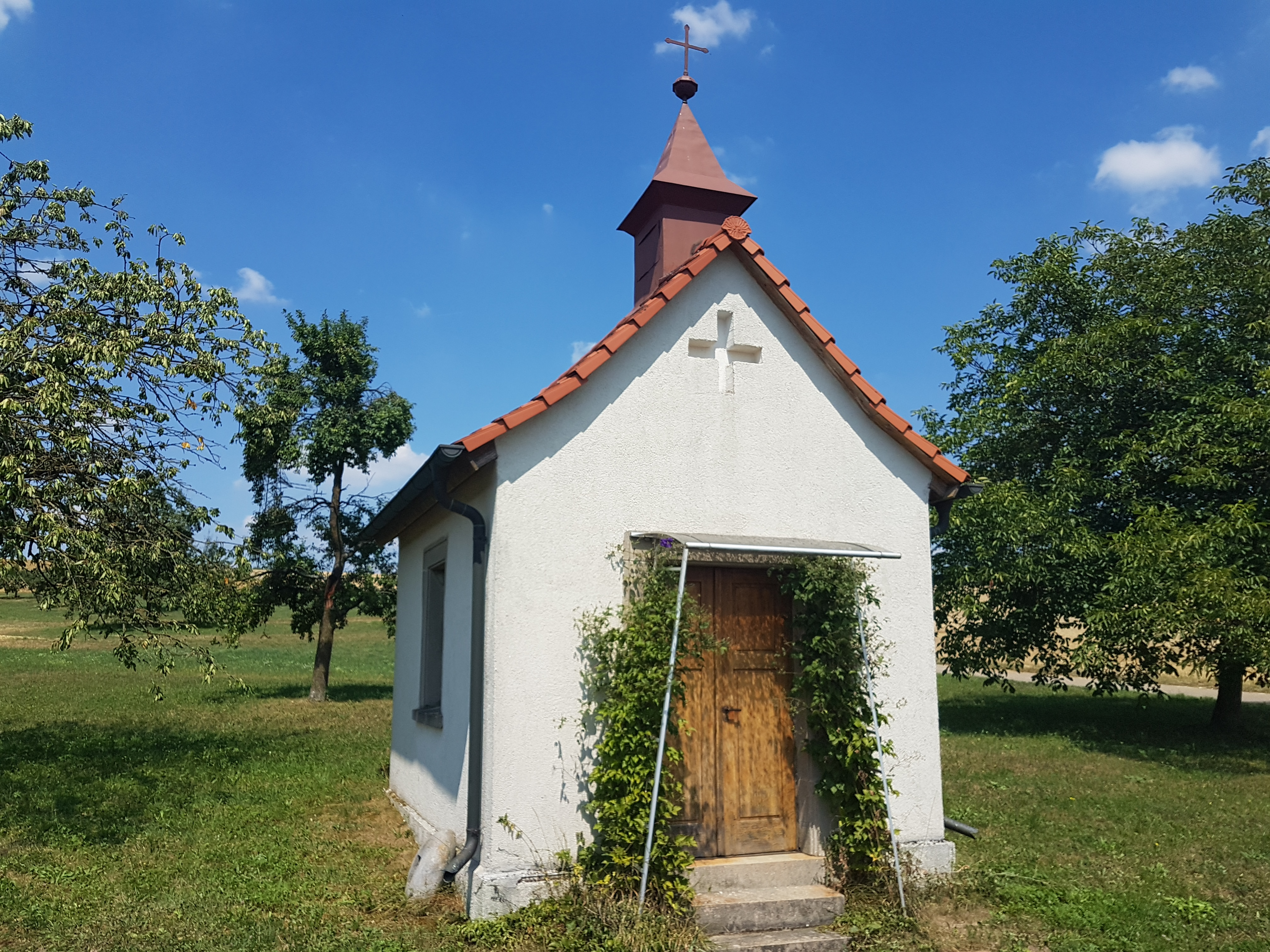
Kapelle in Hof Birkenfeld, 2018

Die römisch-katholische Kapelle in Hof Birkenfeld, einer Kleinsiedlung, die auf der Gemarkung des Königheimer Ortsteils Pülfringen im Main-Tauber-Kreis liegt, wurde nach dem Ersten Weltkrieg errichtet. Die Kapelle gehört zur Seelsorgeeinheit Königheim, die dem Dekanat Tauberbischofsheim des Erzbistums Freiburg zugeordnet ist.

## Geschichte
Die Kapelle wurde für zwei gefallene Söhne des Dorfes errichtet, die vom Ersten Weltkrieg nicht zurückgekehrt waren. Das Relief der vierzehn Nothelfer entstammt einem Bildstockhäuschen von 1855.

## Denkmalschutz
Die Hofkapelle und der 14-Nothelfer-Bildstock im Kapelleninneren stehen unter Denkmalschutz.